# 야고촌
야고촌(八郷村)은 돗토리현 히노군에 있던 촌이다. 현재의 사이하쿠군 호키정의 일부에 해당한다.

## 역사
- 1889년 10월 1일 - 정촌제 시행에 의해 히노군 히요시촌, 요시즈촌이 성립하였다.
- 1912년 1월 1일 - 히요시촌, 요시즈촌이 합병해 야고촌이 성립하였다.
- 1955년 3월 31일 - 오하타촌,하타사토촌의 일부와 합병해 기시모토정이 신설하여 폐지되었다.

## 참고문헌
- 角川日本地名大辞典 31 鳥取県
- 『市町村名変遷辞典』東京堂出版、1990年。